# سیدی لعروسی
سیدی لعروسی (به فرانسوی: Sidi Laaroussi) یک منطقهٔ مسکونی در مراکش است که در استان صویره واقع شده‌است. سیدی لعروسی ۱۳٬۲۰۲ نفر جمعیت دارد و ۱۵۷ متر بالاتر از سطح دریا واقع شده‌است.